# 托拉尔瓦德奥罗佩萨
托拉尔瓦德奥罗佩萨，是西班牙卡斯蒂利亚-拉曼恰托莱多省的一个市镇。总面积23平方公里，总人口256人（2001年），人口密度11人/平方公里。